# Batalla de Cos (1943)

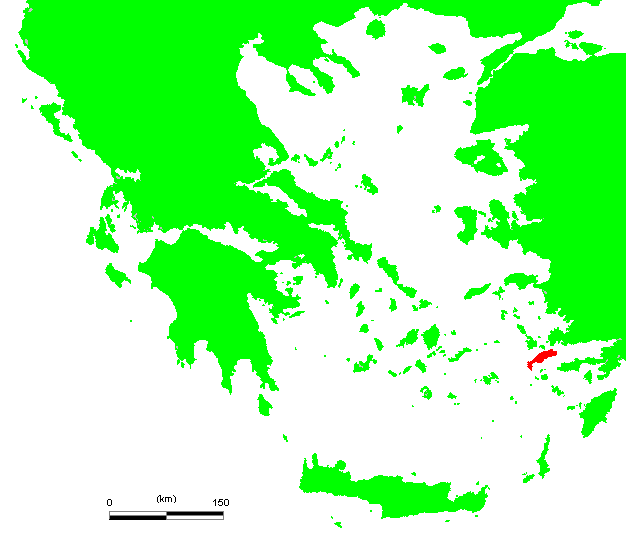
Ubicación de Cos en el Mar Egeo

La batalla de Cos (en griego: Μάχη της Κω) fue una breve batalla en la Segunda Guerra Mundial entre fuerzas británicas e italianas frente a las tropas alemanas por el control de la isla griega de Cos, una de las islas del Dodecaneso, en el Mar Egeo, controladas por Italia. La batalla fue precipitada por el armisticio aliado con Italia. Las fuerzas alemanas, en menor número, con un fuerte apoyo aéreo, sorprendieron rápidamente a la guarnición italiana y a los recientes refuerzos británicos, negando a los aliados una base para atacar el dominio alemán en los Balcanes y provocando la deportación y muerte de la población judía de la isla.

## Contexto
Tras la capitulación de Italia, en septiembre de 1943, las fuerzas alemanas en los Balcanes y en el Mediterráneo actuaron para apoderarse de las zonas controladas por los italianos. Al mismo tiempo, los aliados, instigados del primer ministro británico Winston Churchill, trataron de ocupar la cadena de islas del Dodecaneso. 
Las islas del Dodecaneso, bajo control italiano desde 1912, estaban ubicadas estratégicamente en el sureste del Mar Egeo. Churchill esperaba utilizarlas como base contra las posiciones alemanas en los Balcanes y como medio para presionar a la neutral Turquía para que entrara en la guerra del lado aliado.

### Desembarcos británicos
El premio principal, la isla de Rodas, cayó ante un rápido ataque de una brigada mecanizada alemana. Sin embargo, las fuerzas británicas desembarcaron en varias islas, sobre todo Kos y Leros, y junto con las fuerzas italianas ubicadas allí, había esperanzas de recuperar Rodas. 
El 13 de septiembre de 1943, treinta y ocho bombarderos tipo Liberator, procedentes del norte de África, bombardearon los tres aeródromos de Rodas, inmovilizando efectivamente los aviones de la Fuerza Aérea Alemana (Luftwaffe), mientras que unidades de la Sección de Barcos Especiales (SBS) aterrizaron en Cos, ocupando el puerto y el aeródromo cerca de la localidad de Antimaquia. El 14 de septiembre, dos cazas británicos Beaufighter y varios Spitfire del 7 Escuadrón SAAF volaron al aeródromo. En la noche del 14 al 15 de septiembre, los Dakotas del Escuadrón n.º 216 de la RAF lanzaron 120 paracaidistas del 11.º Batallón de Paracaidistas en la isla. Los paracaidistas fueron recibidos por la guarnición italiana, que cubrió con paja la zona de aterrizaje.
Con las primeras luces del 15 de septiembre, se mantuvo una patrulla permanente de dos Spitfire del Escuadrón SAAF No. 7 sobre Cos para dar cobertura a los aviones de transporte y a los barcos que traían provisiones y refuerzos. Entre ellos se encontraban las primeras tropas del Regimiento de la RAF del Escuadrón n.º 2909 que volaron desde el Mandato Británico de Palestina con nueve cañones de la clase Hispano-Suiza HS.404 para la defensa antiaérea, seguidas dos días después por un segundo destacamento, que reforzó una fuerza del primero de los Escuadrones del Regimiento en ser transportado al campo de batalla por vía aérea con todo su armamento.
En tierra, la fuerza aliada estaba formada por el 1.er Batallón de Infantería Ligera de Durham, una compañía del 11.º Batallón de Paracaidistas de la 1.ª División Aerotransportada, una compañía de hombres de la SBS y personal de la Real Fuerza Aérea británica (RAF) bajo el mando del teniente coronel L.R.F. Kenyon. La fuerza ascendió a unos 1.600 británicos (aunque sólo 1.115 eran combatientes, 880 del ejército y 235 del Regimiento de la RAF) más unos 3.500 militares italianos de la guarnición original.

## Batalla

### Bombardeo aéreo alemán

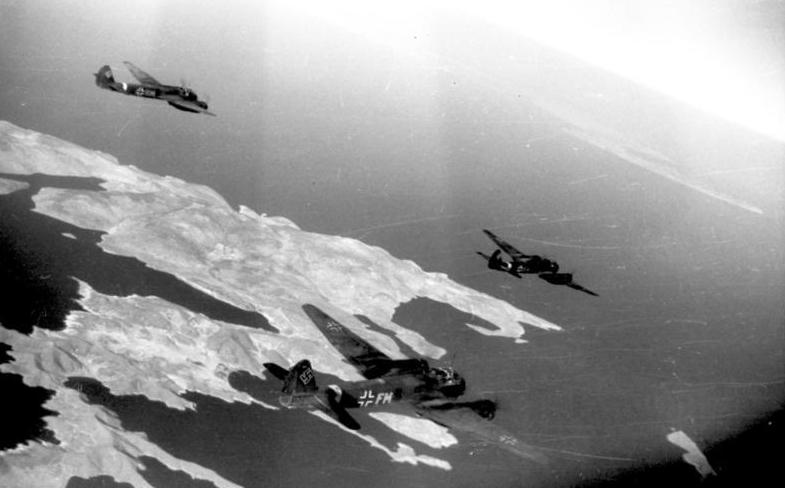
Bombarderos alemanes Junkers Ju 88 de camino a Kos para una operación

El contraataque alemán comenzó el 17 de septiembre con un intenso bombardeo aéreo. Los Messerschmitt Bf 109 y Junkers Ju 88 involucrados tuvieron al principio un éxito variable, debido a los artilleros de la RAF en tierra y los Spitfire sudafricanos en el aire. Sin embargo, las "bombas mariposa" dejaron a Antimaquia temporalmente fuera de servicio y dañaron los Douglas C-47 Skytrains, pero los primeros destacamentos de infantería ligera de Durham aterrizaron. Un Dakota cayó al mar y sus ocupantes fueron rescatados pero internados en Turquía.
Los bombardeos alemanes y los ataques con cañones continuaron acosando a la guarnición durante los días siguientes. La Luftwaffe voló 100 aviones a la zona del Egeo, elevando su fuerza a 360 aviones. Si bien la cobertura aérea alemana mejoró, los aliados sólo pudieron confiar en un número limitado de aviones debido a las decisiones tomadas por el general Eisenhower sobre la participación británica en el teatro de los Balcanes:

The three Commanders-in-Chief, Middle East were responsible for the Aegean operation, but the disposition of forces was decided upon by Eisenhower, as Middle East command was part of the greater Mediterranean theatre. Eisenhower ruled that in no circumstances was the Dodecanese campaign to be allowed to influence, however slightly, the conduct of other campaigns in the Mediterranean. This meant that Middle East command could not look for permanent help from the Italian war theatre, but must be prepared to improvise when temporary naval and air forces could be spared. Eisenhower's decision, in which he had the loyal backing of his deputy, Air Chief Marshal Sir Arthur Tedder, was a corollary of the beliefs of the United States Chiefs-of-Staff that the Dodecanese operation typified British diversionary strategy which might well lead to some form of Balkan adventure.
Los tres comandantes en jefe de Oriente Medio fueron responsables de la operación en el Egeo, pero Eisenhower decidió la disposición de las fuerzas, ya que el mando de Oriente Medio era parte del gran teatro del Mediterráneo. Eisenhower dictaminó que en ninguna circunstancia se debía permitir que la campaña del Dodecaneso influyera, aunque fuera ligeramente, en la realización de otras campañas en el Mediterráneo. Esto significaba que el mando de Oriente Medio no podía buscar ayuda permanente en el teatro de guerra italiano, sino que debía estar preparado para improvisar cuando se pudieran salvar fuerzas navales y aéreas temporales. La decisión de Eisenhower, en la que contó con el respaldo leal de su adjunto, el Mariscal Jefe del Aire Sir Arthur Tedder, fue un corolario de las creencias de los Jefes de Estado Mayor de los Estados Unidos de que la operación del Dodecaneso tipificaba la distracción británica. estrategia que bien podría conducir a alguna forma de aventura en los Balcanes.

La limitada cobertura aérea para la operación en Cos era completamente inadecuada y tendría un efecto grave en la capacidad británica para defender la isla. Durante las semanas del 13 de septiembre al 3 de octubre, los aviones aliados que defendían Cos sufrieron muchas pérdidas por los bombardeos del aeródromo y en combate aéreo. El 26 de septiembre, el Escuadrón SAAF No. 7 se redujo a cuatro aviones en servicio. El Escuadrón n.º 74 de la RAF fue trasladado en avión a Cos ese día. Las posiciones del Escuadrón 2909 fueron atacadas todos los días y, aunque los aviones enemigos fueron derribados, las bajas aumentaron.
La posición de los defensores en Cos, nunca envidiable, pronto se volvió seria y, al poco tiempo, desesperada, porque la defensa antiaérea italiana era insignificante y sus propios recursos escasos. Para agravar sus problemas, el área alrededor del aeródromo que tenían que proteger era demasiado rocosa para permitir excavaciones, y no había tiempo para construir muros antiexplosión antes de que el enemigo estuviera sobre ellos. Los ataques aéreos fueron tan graves que las bajas sufridas por los paracaidistas británicos los obligaron a retirarse el 25 de septiembre.

### Desembarcos alemanes - Operación "Oso Polar"

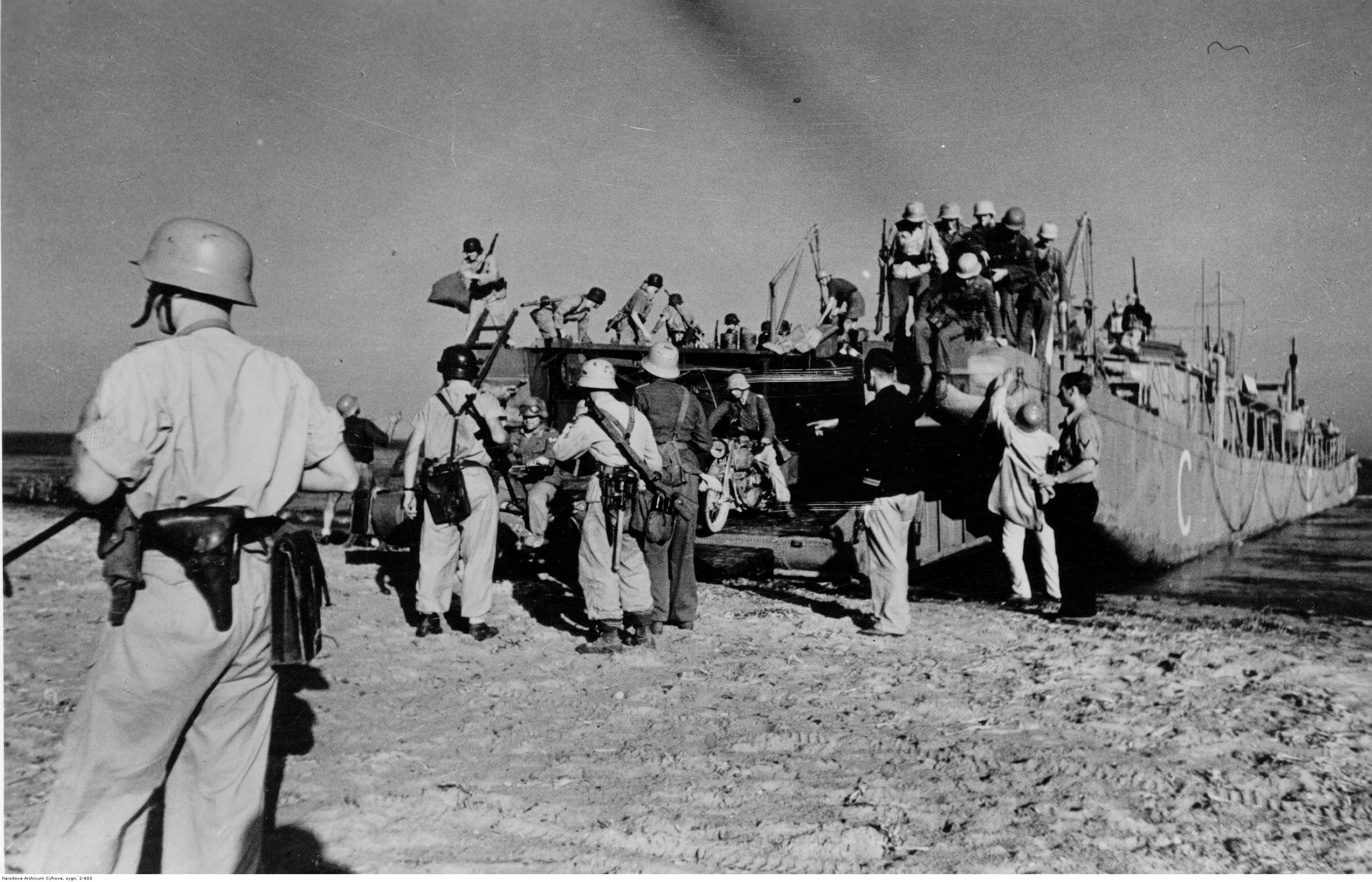
Asalto anfibio alemán a Kos

El 1 de octubre de 1943, se observó una concentración de transporte marítimo en los puertos de Creta, y temprano a la mañana siguiente, aviones británicos avistaron un convoy que navegaba en dirección norte-noreste, al sureste de Melos. Cinco Dakotas desembarcaron suministros urgentes en Cos y, durante su descarga, llegó la noticia de que una pequeña flota de invasión alemana de 10 barcos estaba en el mar. Esta flotilla llevaba un grupo de trabajo compuesto por un grupo de batalla ("Kampfgruppe") de la 22.ª División de Infantería en Creta, así como fuerzas especiales "Brandeburgo" del continente, a saber, el 1.er Batallón Anfibio y el 5.º Batallón de Paracaidistas, parte del Todo el Regimiento de Brandeburgo asignado al ataque, todos bajo el mando del teniente general Friedrich-Wilhelm Müller.
A las 04.30 horas del 3 de octubre comenzó la invasión de Kos. Al mediodía, 1.200 alemanes, bien armados con artillería ligera y vehículos blindados, estaban en tierra y en acción. Los bombardeos en picado de los Junker 87 aumentaron las dificultades de la defensa, y por la tarde Antimaquia fue invadida. Se estima que el principal convoy alemán, que había sido atacado desde el aire, estaba formado por siete transportes, siete lanchas de desembarco, tres destructores y numerosos caiques (embarcaciones pesqueras) y otras embarcaciones pequeñas. Los principales desembarcos tuvieron lugar en Marmari y Tingachi (en la parte central norte de la isla) y en la bahía de Camare (suroeste), con desembarcos secundarios en Forbici y Capo Foco (en los extremos noreste y sureste de la isla).
Se lanzaron paracaidistas al oeste y al sur de Antimaquia. A las 12.00 horas, se informó que los alemanes habían desembarcado 1.500 hombres. Alrededor de las 13.30 horas se produjo otro pequeño desembarco de paracaidistas alemanes de una compañía de la División de Brandeburgo en el centro de la isla y llegaron más tropas por mar. Las fuerzas británicas informaron que la situación era confusa, pero a las 18:00 horas se informó que era crítica. La Infantería Ligera de Durham, la SBS, el Regimiento de la RAF y los paracaidistas lucharon con valentía, pero ante la superioridad numérica y el equipo más pesado se vieron obligados a retirarse a posiciones que cubrían la ciudad, el puerto de Kos y el aeródromo. Esa noche, los alemanes atacaron con fuerza las posiciones británicas, reduciendo la posición británica a una pequeña zona alrededor de la ciudad de Cos. La fuerza alemana se había reforzado a unos 4.000 hombres en la tarde del 3 de octubre. El personal del Regimiento de la RAF, después de gastar toda su munición de 20 mm y luego destruir sus armas, tomó posiciones defensivas con la Infantería Ligera de Durham y se retiró a las colinas cuando el DLI fue rechazado.
Las fuerzas italianas y británicas habían cesado la resistencia organizada a las 06.00 horas del 4 de octubre. 1.388 británicos y 3.145 italianos fueron hechos prisioneros, mientras que el comandante italiano capturado de la isla, el coronel Felice Leggio, y casi 100 de sus oficiales fueron fusilados en un importante crimen de guerra por parte de los alemanes. Un comunicado alemán del 5 de octubre, en el que se informaba del cese de las hostilidades en Cos, cifraba los prisioneros en 600 británicos y 2.500 italianos, y entraron más italianos. Varios miembros de la fuerza británica escaparon a islas vecinas y fueron rescatados por el Servicio Especial de Embarcaciones que operaba de noche. Los últimos elementos del Regimiento de la RAF del Escuadrón 2909 se rindieron en la mañana del 8 de octubre. De los 124 miembros del Escuadrón, sólo 5 salieron ilesos de la isla.

## Consecuencias
La captura de Cos tendría consecuencias desastrosas para las operaciones británicas en las islas del Dodecaneso. Privados de cobertura aérea, los aliados a la larga no pudieron controlar las otras islas, mientras que los alemanes aprovecharon su ventaja, capturando Leros un mes después y completando su conquista del Dodecaneso a finales de noviembre. En la conclusión del despacho oficial que cubre estas operaciones, se señala que:

We failed because we were unable to establish airfields in the area of operations. [...] The enemy's command of the air enabled him so to limit the operations and impair the efficiency of land, sea and air forces that by picking his time he could deploy his comparatively small forces with decisive results. [...] Had more aircraft been available, especially modern long-range fighters, and given more luck, the operations might have been prolonged, but after the loss of Kos, if the enemy were prepared to divert the necessary effort, it is doubtful if Leros could have been held indefinitely without our embarking on a major operation for which no forces were available.
Fracasamos porque no pudimos establecer aeródromos en la zona de operaciones. [...] El dominio aéreo del enemigo le permitió limitar las operaciones y perjudicar la eficiencia de las fuerzas terrestres, marítimas y aéreas de tal manera que, escogiendo el momento oportuno, pudo desplegar sus fuerzas comparativamente pequeñas con resultados decisivos. [...] Si hubieran estado disponibles más aviones, especialmente cazas modernos de largo alcance, y hubieran tenido más suerte, las operaciones podrían haberse prolongado, pero después de la pérdida de Cos, si el enemigo estuviera dispuesto a desviar el esfuerzo necesario, es dudoso que Leros hubiera podido ser retenido indefinidamente sin que nos embarcáramos en una operación importante para la cual no había fuerzas disponibles.

Otra consecuencia de la ocupación alemana de Cos fue la deportación de la pequeña congregación judía asentada desde hacía mucho tiempo a los campos de exterminio europeos. Ninguno de los judíos sobrevivió a la guerra.